# The Beach Boys

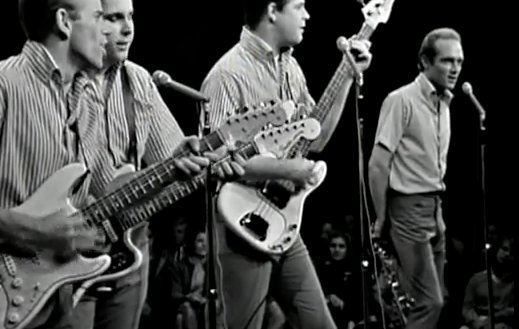
The Beach Boys 1964. Fr.v.: Al Jardine, Carl Wilson, Brian Wilson och Mike Love.

The Beach Boys är ett amerikanskt rockband bildat 1961 i Hawthorne i Kalifornien (precis utanför Los Angeles). De var (och är) en av de allra mest populära popgrupperna från 1960-talet och hade även efter storhetstiden sporadiska skivframgångar fram till slutet av 1980-talet.
The Beach Boys har under sin långa karriär gått igenom många olika musikaliska stadier. Gruppen började sin karriär inom den så kallade surfrocken i början på 1960-talet. Deras första hits var glada hyllningssånger till livet som ung i Kalifornien. Sedan i mitten på samma decennium utvecklade de sin musik kraftigt och kom att bli av de av sin samtid som kreativt utmanade The Beatles i popväg. De uppträder fortfarande (men inte  i originaluppställningen).

## De tidiga åren
The Beach Boys bestod av bröderna Brian Wilson (bland annat sång, elbas, keyboard, piano och gitarr, född 20 juni 1942, död 2025), Dennis Wilson (trummor, sång, född 4 december 1944, död 1983), Carl Wilson (sologitarr, sång, född 21 december 1946, död 1998), samt deras kusin Mike Love (sång och saxofon, född 15 mars 1941) och deras vän Al Jardine (gitarr, sång, född 3 september 1942). Samtliga medlemmar sjunger dessutom på olika låtar. En tid efter att bandet bildats tog Wilson-brödernas far Murry Wilson över som manager och samtidigt blev Jardine ersatt av sångaren och gitarristen David Marks, då Jardine tillfälligt slutade. Jardine återkom dock redan året därpå, varefter Marks snart slutade.
Gruppen kallade sig i början för The Pendletones, men det namnet byttes snart ut. Dennis Wilson, som faktiskt var den ende i gruppen som verkligen surfade, var den som kom på idén med att skriva låtar om just surfing och den livsstilen. Gruppen gav ut sin debutsingel, Surfin' , 1961 och fick därefter skivkontrakt på Capitol Records. De gav ut sitt debutalbum, Surfin' Safari, i oktober 1962. Titelspåret blev deras första stora hit med en 14:e-plats på amerikanska Billboardlistan. I Sverige toppade låten Kvällstoppen under fyra veckor hösten samma år.
De följde upp framgången med Surfin' USA 1963, som blev deras första amerikanska topp-10 hit. Den följdes av andra stora hits som Surfer Girl, Little Deuce Coupe, Fun, Fun, Fun och Dance, Dance, Dance. Gruppen var nu en etablerad och populär popgrupp.
De uppträdde flera gånger i Sverige, bland annat 1964, på Konserthuset i Stockholm 4 november 1966 (extern konsert/uthyrning 1966-11-04 20:00). The Beach Boys uppträdde också på Gröna Lund i maj 1967 och i juni 1980. De gjorde flera framträdanden på 1990-talet, varav det mest kända på Ullevi.

## Brian Wilsons sammanbrott
The Beach Boys fick sin första listetta i hemlandet med "I Get Around" år 1964 och den låten blev också det stora genombrottet i Storbritannien. Vid det här laget var surfing inte längre ett framträdande tema i gruppens musik. De gav ut livealbumet Beach Boys Concert, vilket blev en stor framgång i hemlandet. Ett hektiskt turnerande följde. Samma år sparkades också Wilson-brödernas far som manager efter ett storbråk i studion. Murry hade som manager hållit ett hårt grepp om sina söner.
Brian Wilson fick ett nervöst sammanbrott den 23 december 1964. Han slutade därmed att turnera med gruppen och koncentrerade sig på att skriva låtar och producera albumen. Han ersattes temporärt av Glen Campbell mellan januari och mars 1965. Men från och med 9 april 1965 blev Bruce Johnston, tidigare medlem av duon Bruce & Terry, en mer permanent ersättare för Brian Wilson under turnéerna och han deltog också under inspelningarna av framtida album.
År 1965 gavs albumet The Beach Boys Today! ut och senare fick de sin andra listettasingel (i USA), "Help Me, Rhonda". Detta markerade en vändning inom The Beach Boys musik. Än fanns "de glada strandkillarna" kvar, men musiken var mer genomtänkt och texterna mer innehållsrika. Senare samma år kom singeln "California Girls", som var mycket mer sofistikerad än deras tidigare material. För att fylla gapet mellan albumet Summer Days (And Summer Nights!!) och gruppens nästa projekt, Pet Sounds, gavs albumet Beach Boys' Party! ut, där gruppen spelat in några av sina ungdomsfavoritlåtar. Deras inspelning av "Barbara Ann" blev en mycket stor framgång och var en stor hit i många länder, men den låg faktiskt bara etta i Norge och Österrike.

## Kreativiteten kulminerar
1966 gavs albumet Pet Sounds ut, vilket i olika omröstningar räknas som ett av de allra bästa popalbumen från 1960-talet och ibland till och med ett av de allra bästa någonsin. Även The Beatles inspirerades av det albumet inför sin milstolpe Sgt. Pepper's Lonely Hearts Club Band. De låtar som blev mest kända på albumet var "God Only Knows" och "Wouldn't It Be Nice", som också släpptes på singel. Albumet nådde dock, trots lysande recensioner, inte så höga listplaceringar, mycket på grund av att Capitol Records inte gav det så stor uppmärksamhet när det gavs ut.
Vissa spänningar inom gruppen uppstod dock kring Pet Sounds. Medan resten av gruppen varit på turné i Japan hade Brian Wilson spelat in all musik och det enda som behövde spelas in när medlemmarna kom hem igen var sång. Mike Love var särskilt upprörd över detta, dels för att han personligen inte riktigt tyckte om materialet, och dels för att Brian skrivit låtarna ihop med utomstående låtskrivaren Tony Asher istället för som vanligt med Love.
"Good Vibrations" som gavs ut som singel hösten 1966 hamnade på Billboard-listans första plats. Den blev också gruppens första etta i Storbritannien. Låten anses av musikkritiker vara en av de bästa låtar som överhuvudtaget gjorts inom rockmusiken. Den var ett pionjärverk på många sätt och mycket dyr att färdigställa. Den spelades in i flera olika studios i Los Angeles. Efter denna framgång påbörjade Brian Wilson det mytomspunna Smile-projektet. Det färdigställdes dock aldrig, men delar av albumet dök sedan upp flera olika efterföljande Beach Boys-album. 2011 gavs äntligen Smile ut där alla inspelningar sammanställdes till det som mest gick att likna Brian Wilsons idé från början.
Efter albumet Smiley Smile lämnade en i sinnessjukdom nedsjunkande Brian Wilson allt mer av ansvaret för gruppens fortlevnad till övriga bandmedlemmar kollektivt. Carl Wilson tog över mer av produktionen av studioalbumen, men även Bruce Johnston producerade ett par av albumen. De hade hyfsade framgångar med singeln "Heroes and Villains" (1967) och albumen Wild Honey och 20/20. De fick sin andra och sista listetta i Storbritannien 1968 med "Do It Again", vilken var en nostalgisk återblick på surfing. I Sverige hade gruppen en sista stor hit 1971 med en version av låten "Cotton Fields".

## Karriären går vidare
The Beach Boys fortsatte ge ut album regelbundet under 70-talet. Dock uteblev listplaceringar till stor del. Bandets styrka hade hela tiden varit Brian Wilsons låtskrivande, men det gjorde också bandet väldigt beroende av honom. Gruppen fortsatte ge ut album med nytt material ända in på 1990-talet, men de nådde bara sporadiska framgångar med enskilda singlar som "Rock and Roll Music" (skriven av Chuck Berry) 1976, "Lady Lynda" 1979, "Getcha Back" 1985, "Wipe Out" (tillsammans med rap-gruppen The Fat Boys) 1987 och "Kokomo" 1988. I och med att den senare nådde Billboard-listans förstaplats i november 1988 innehade The Beach Boys rekordet i antal år mellan två förstaplaceringar. Senast bandet låg etta var nämligen 22 år tidigare med "Good Vibrations" 1966 (rekordet slogs senare av Cher).
Den 28 december 1983 dog Dennis Wilson i en drunkningsolycka och den 6 februari 1998 avled Carl Wilson av lungcancer. På 2000-talet har de fyra kvarvarande Beach Boys-medlemmarna turnerat i olika konstellationer och var för sig och haft olika soloprojekt på gång. Dagens nostalgiska upplaga av bandet består av endast Mike Love och Johnston med diverse bakgrundsmusiker.
År 1986 hade Beach Boys funnits som band i 25 år och detta firade de med en jubileumskonsert som hölls på Waikīkī Beach i Hawaii. De spelade både klassiska låtar som "Good Vibrations" och "California Girls" och lite mer "udda" låtar som "Disney Girls". De hade även fått med sig en lång rad gästartister, exempelvis Ray Charles, Paul Shaffer och Everly Brothers. Skådespelaren Patrick Duffy (från TV-serien Dallas) var konferencier. Konserten fick titeln 25 Years Together och sändes i TV i mars 1987. Konserten finns även tillgänglig på DVD.

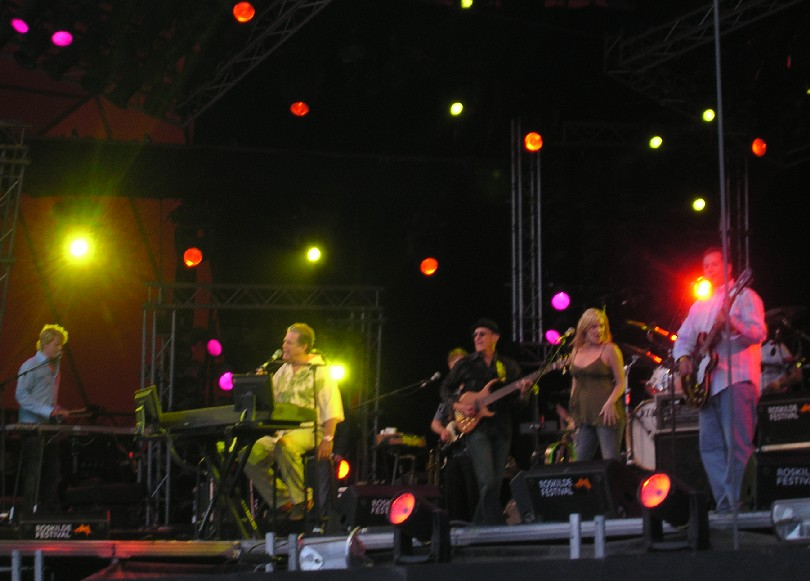
Brian Wilson vid Roskildefestivalen, 2005

Uppmuntrad och uppbackad av en rad unga musiker med Darian Sahanaja i spetsen, lyckades en välmedicinerad och hyggligt tillfrisknad Brian Wilson år 2004 sluta cirkeln och spela in det legendariska och "förlorade" albumet Smile och även genomföra en världsturné med det till mytiska höjder lyfta materialet. Även om Smile-turnén kanske inte gav den en gång geniförklarade Wilson någon ny, stor publik, möttes den likväl av goda recensioner från den kritikerkår som själv växte upp med legenden om vad som våren 1967 skulle ha blivit den största popplattan någonsin – om dess skapare bara hade förmått slutföra sitt mästerverk.
I oktober 2011 sa Al Jardine i tidningen Rolling Stone att gruppen bestående av Brian Wilson, David Marks, Mike Love, Al Jardine och Bruce Johnston skulle återförenas 2012 för sitt 50-årsjubileum. Senare annonserades en världsturné under 2012 som besökte 50 olika platser, bland annat i Göteborg 29 juli. En video av en nyinspelning av "Do It Again" offentliggjordes i december 2011. Dessutom spelade gruppen in ett nytt studioalbum som kom ut i början av juni. Skivan debuterade som nummer 3 på Billboard Top 200-listan två veckor efter den kom ut den i början av juni 2012. Det var den bästa debutplacering av ett Beach Boys-album någonsin. En live DVD kommer också ut senare under år 2012.
Efter att 50-årsjubileumsturnén avslutats med konserter på Wembley Arena i London i september 2012, återgick Mike Love och Bruce Johnston till att turnera under gruppnamnet som de gjort tidigare i över 10 år. Brian Wilson har uttryckt önskemål om att spela in ett nytt, lite rockigare, studioalbum.

## Medlemmar genom tiderna
| 1961–1962 | 1962–1963 | 1964–1965 |  |
| --- | --- | --- |  |
| - Brian Wilson: sång, basgitarr, keyboard - Mike Love: sång, percussion - Carl Wilson: sång, gitarr - Alan Jardine: sång, gitarr - Dennis Wilson: sång, trummor                                                                | - Brian Wilson: sång, basgitarr, keyboard - Mike Love: sång, percussion - Carl Wilson: sång, gitarr - David Marks: gitarr - Dennis Wilson: sång, trummor                                                                                   | - Brian Wilson: sång, basgitarr, keyboard - Mike Love: sång, percussion - Carl Wilson: sång, gitarr - Alan Jardine: sång, gitarr - Dennis Wilson: sång, trummor                                                     |  |
| 1965–1971 | 1971–1974 | 1976–1978 |  |
| - Brian Wilson: sång, basgitarr, keyboard - Mike Love: sång, percussion - Carl Wilson: sång, gitarr - Alan Jardine: sång, gitarr - Dennis Wilson: sång, trummor - Bruce Johnston: sång, basgitarr, gitarr, keyboard            | - Brian Wilson: sång, basgitarr, keyboard - Mike Love: sång, percussion - Carl Wilson: sång, gitarr - Alan Jardine: sång, gitarr, basgitarr - Dennis Wilson: sång - Blondie Chaplin: sång, gitarr, basgitarr - Ricky Fataar: sång, trummor | - Brian Wilson: sång, basgitarr, keyboard - Mike Love: sång, percussion - Carl Wilson: sång, gitarr - Alan Jardine: sång, gitarr, basgitarr - Dennis Wilson: sång, trummor                                          |  |
| 1978–1982 | 1983–1992 | 1992–1998 |  |
| - Brian Wilson: sång, basgitarr, keyboard - Mike Love: sång, percussion - Carl Wilson: sång, gitarr - Alan Jardine: sång, gitarr, basgitarr - Dennis Wilson: sång, trummor - Bruce Johnston: sång, basgitarr, gitarr, keyboard | - Brian Wilson: sång, basgitarr, keyboard - Mike Love: sång, percussion - Carl Wilson: sång, gitarr - Alan Jardine: sång, gitarr, basgitarr - Bruce Johnston: sång, basgitarr, gitarr, keyboard                                            | - Brian Wilson: sång, basgitarr, keyboard (delar av perioden) - Mike Love: sång, percussion - Carl Wilson: sång, gitarr - Alan Jardine: sång, gitarr, basgitarr - Bruce Johnston: sång, basgitarr, gitarr, keyboard |  |
| 1998–1999 | 1999–2010 | 2011– |  |
| - Mike Love: sång, percussion - Bruce Johnston: sång, basgitarr, gitarr, keyboard - David Marks: sång, gitarr | - Mike Love: sång, percussion - Bruce Johnston: sång, basgitarr, gitarr, keyboard | - Mike Love: sång, percussion - Brian Wilson: sång, basgitarr, keyboard - Bruce Johnston: sång, basgitarr, gitarr, keyboard - Alan Jardine: sång, gitarr, basgitarr - David Marks: gitarr                           |  |

## Film
År 1990 gjordes TV-filmen Summer Dreams: The Story of The Beach Boys, som handlar om Beach Boys. Filmen fokuserar på Dennis Wilson (spelad av Bruce Greenwood. Det är skådespelarna själva som framför Beach Boys musik i filmen.
År 2000 gjordes Beach Boys: An American Family, en miniserie i två delar som fokuserar på bröderna Wilson och Mike Love. I serien får man höra originalinspelad musik med Beach Boys.
År 2014 gjordes Love & Mercy, en biografi om Brian Wilson som växlar mellan 1960-talet, där Brian försöker skapa albumet som han vill ska bli The Beach Boys stora mästerverk, och 1980-talet där Brian är en trasig och förvirrad man.

## Diskografi
- Surfin' Safari (1962)
- Surfin' USA (1963)
- Surfer Girl (1963)
- Little Deuce Coupe (1963)
- Shut Down Volume 2 (1964)
- All Summer Long (1964)
- Beach Boys Concert (live) (1964)
- The Beach Boys' Christmas Album (1964)
- The Beach Boys Today! (1965)

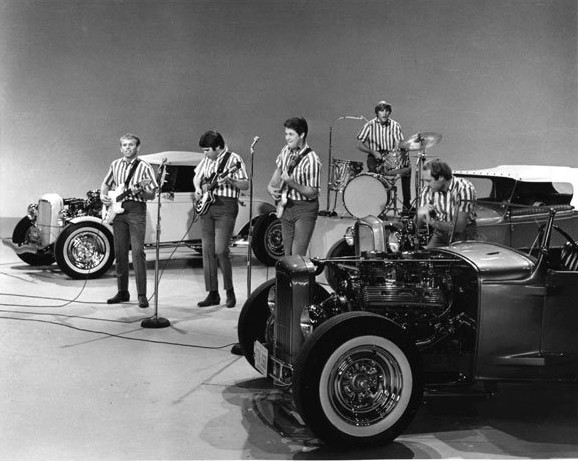
The Beach Boys spelar "I Get Around" på Ed Sullivan Show 1964.

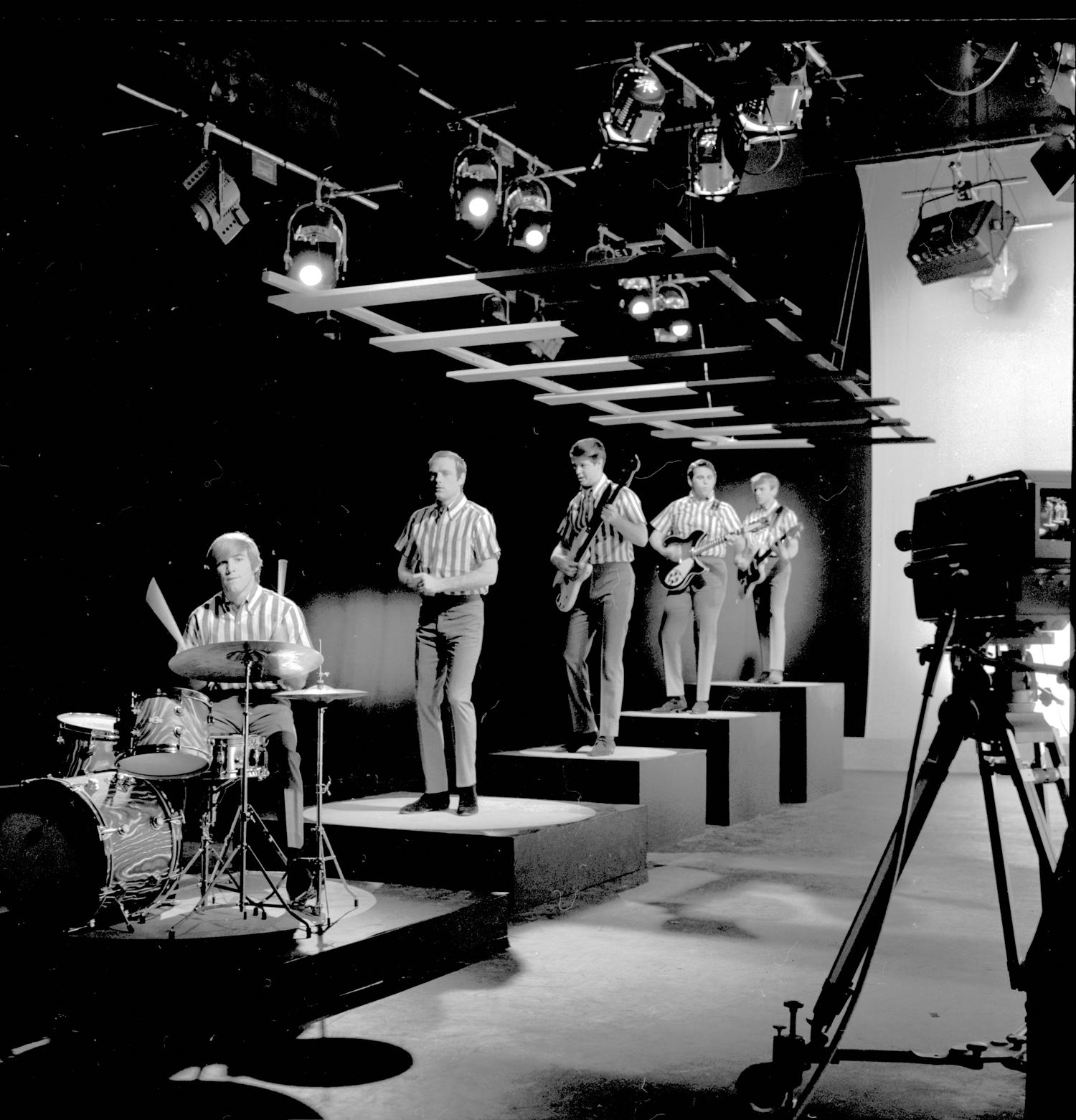
TV-uppträdande cirka 1964.

- Summer Days (And Summer Nights!!) (1965)
- Beach Boys' Party! (1965) (live i studion)
- Pet Sounds (1966)
- Smile (1967) (outgiven fram till 2011)
- Smiley Smile (1967)
- Wild Honey (1967)
- Friends (1968)
- Stack-o-Tracks (1968) (instrumentala versioner av tidigare hits)
- 20/20 (1969)
- Live in London (1970)
- Sunflower (1970)
- Surf's Up (1971)
- Carl and the Passions-"So Tough" (1972)
- Holland (1973)
- The Beach Boys In Concert (2-LP, live) (1973)
- Child Of Winter/Susie Cincinnati (singel) (1974)
- 15 Big Ones (1976)
- Love You (1977)
- M.I.U. Album (1978)
- L.A. (Light Album) (1979)
- Keepin' The Summer Alive (1980)
- Ten Years Of Harmony (1970-1980) (1981) (2-LP, samlingsskiva, innehåller tidigare outgivet material)
- East Meets West (med The Four Seasons) (1984) (singel)
- Beach Boys (1985)
- Made In U.S.A. (1962 - 1986) (1986) (2-LP, samlingsskiva, innehåller tidigare outgivet material)
- Happy Endings (med Little Richard)/California Girls (live) (1987) (singel)
- Still Cruisin' (1989)
- Problem Child/Problem Child (instrumental) (1990) (singel)
- Summer In Paradise (1992)
- Good Vibrations (1992) (6-CD box med mycket tidigare outgivet material)
- Stars and Stripes Vol. 1 (1996)
- The Pet Sound Sessions (1997) (4-CD box med material inspelat under Pet Sound-albumet)
- Endless Harmony (1998)
- Ultimate Christmas (1998)
- Hawthorne, CA (2-CD) (2001)
- Live at Knebworth, England (1980) (2002)
- Smile (2011) (som dubbel-CD och 6-CD-box)
- That's Why God Made the Radio (2012)
- Made in California (2013) (6-CD box med mer än 60 tidigare outgivna spår)